# Henri Beaufort (2e comte de Somerset)
Pour les articles homonymes, voir Henri Beaufort, Maison de Beaufort et Beaufort.
Titre
Comte de Somerset
16 mars 1410 – 25 novembre 1418
(8 ans, 8 mois et 9 jours)
Henri Beaufort (prob. 26 novembre 1401 – 25 novembre 1418), 2e comte de Somerset, était le fils aîné de Jean Beaufort, comte de Somerset, et de Margaret Holland. 
Par son père, il est petit-fils de Jean de Gand et de Catherine Swynford.
Il succéda à son père comme comte de Somerset le 16 mars 1410. Il mourut sans enfants, ne s'étant pas marié et son frère Jean lui succéda.

## Source
- (en) Cet article est partiellement ou en totalité issu de l’article de Wikipédia en anglais intitulé « Henry Beaufort, 2nd Earl of Somerset » (voir la liste des auteurs).